# Ласер (Верхняя Гаронна)
Ласе́р (фр. Lasserre, окс. La Sèrra) — коммуна во Франции, находится в регионе Юг — Пиренеи. Департамент — Верхняя Гаронна. Входит в состав кантона Легевен. Округ коммуны — Тулуза.
Код INSEE коммуны — 31277.

## География
Коммуна расположена приблизительно в 590 км к югу от Парижа, в 23 км к западу от Тулузы.
На северо-западе коммуны протекает река Сав.

## Климат
Климат умеренно-океанический. Зима мягкая и снежная, весна характеризуется сильными дождями и грозами, лето сухое и жаркое, осень солнечная. Преобладают сильные юго-восточные и северо-западные ветры.

## Население
Население коммуны на 2010 год составляло 932 человека.
| 1962 | 1968 | 1975 | 1982 | 1990 | 1999 | 2010 |
| ---- | ---- | ---- | ---- | ---- | ---- | ---- |
| 192  | 213  | 276  | 465  | 574  | 644  | 932  |

## Администрация
| Период | Период | Фамилия      | Партия                              | Примечания |
| ------ | ------ | ------------ | ----------------------------------- | ---------- |
| 1989   | 2001   | Пьер Дюпюи   | Французская коммунистическая партия |            |
| 2001   | 2020   | Эрве Серниге | Социалистическая партия             |            |

## Экономика
В 2010 году среди 621 человека трудоспособного возраста (15—64 лет) 475 были экономически активными, 146 — неактивными (показатель активности — 76,5 %, в 1999 году было 71,4 %). Из 475 активных жителей работали 454 человека (253 мужчины и 201 женщина), безработных было 21 (10 мужчин и 11 женщин). Среди 146 неактивных 47 человек были учениками или студентами, 45 — пенсионерами, 54 были неактивными по другим причинам.

## Достопримечательности
- Церковь Св. Мартина в готическом стиле

## Фотогалерея

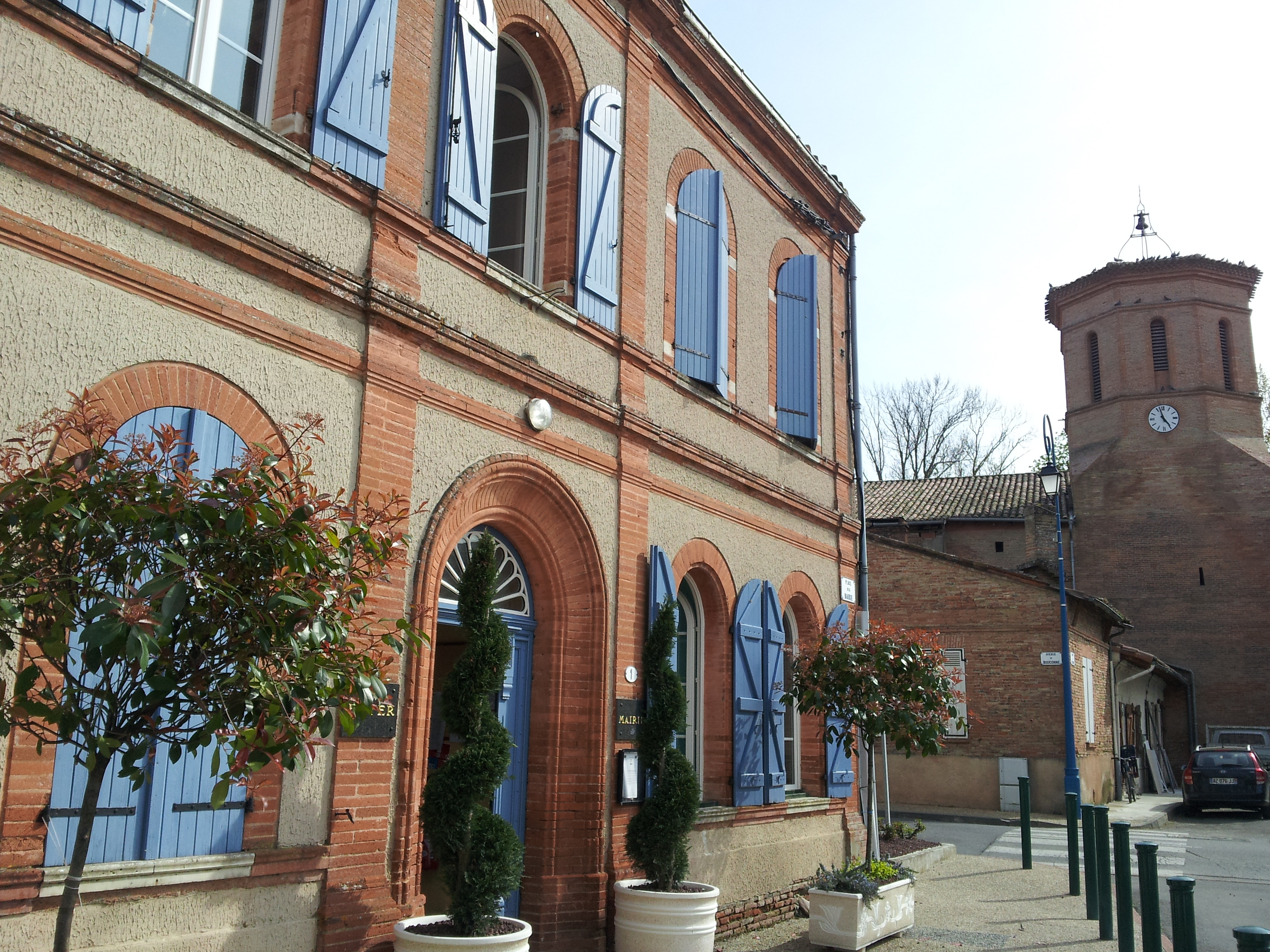
Мэрия и церковь Св. Мартина
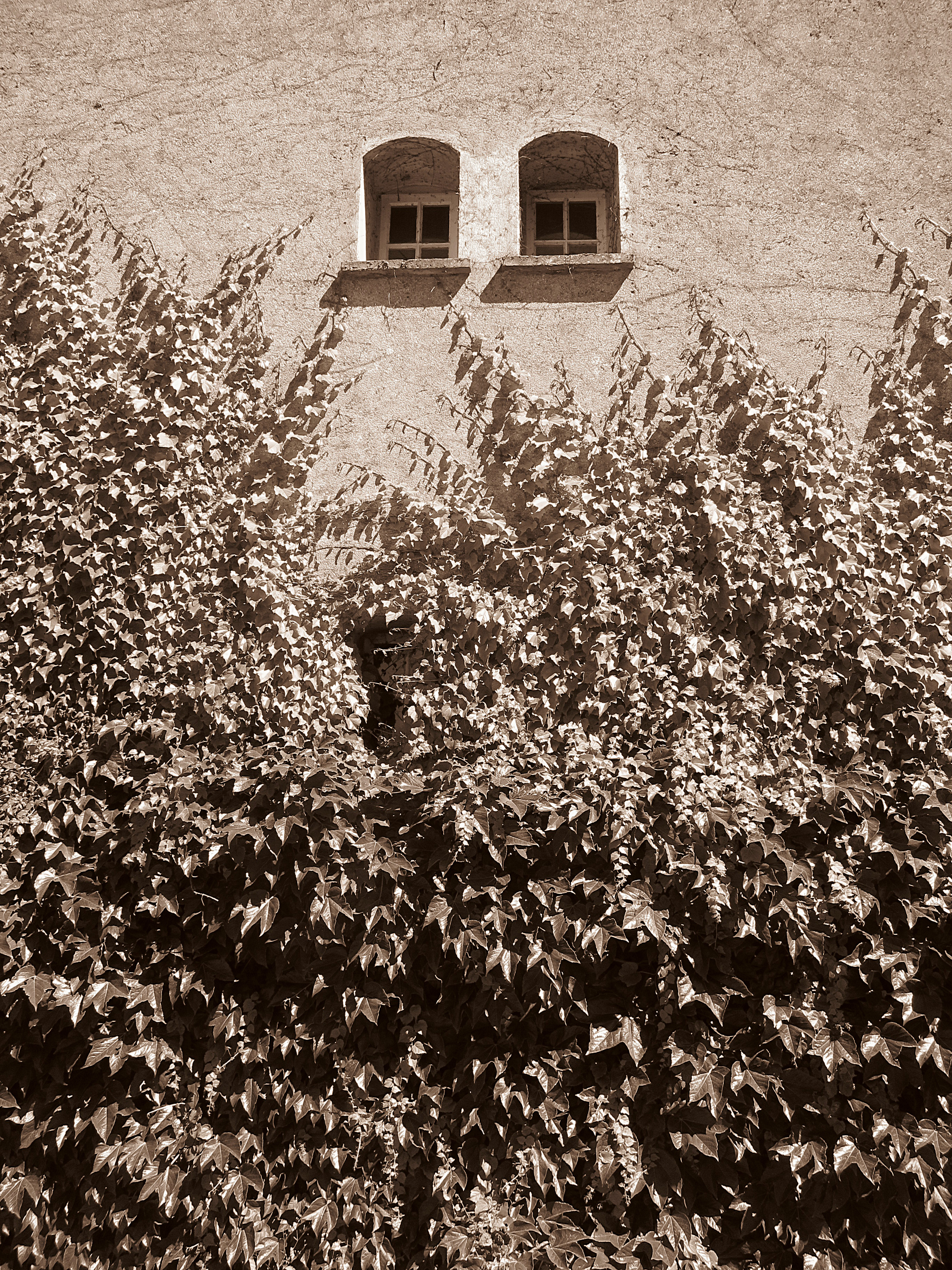
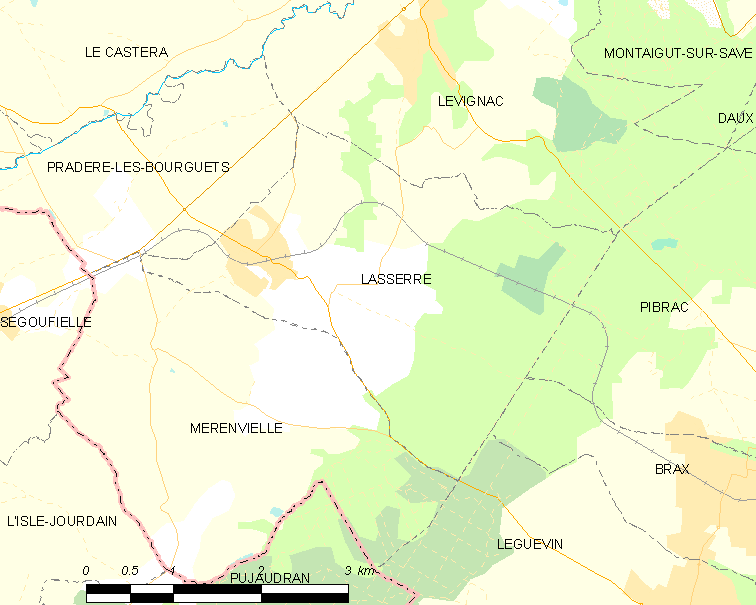
Карта коммуны